# Instituto de Investigaciones del Periódico
El Instituto de Investigaciones del Periódico (en alemán Institut für Zeitungsforschung), ubicado en la ciudad de Dortmund, en el Estado Federado de Renania del Norte-Westfalia (Alemania), es un centro científico dedicado a la investigación del periódico (en idioma alemán). En su hemeroteca se coleccionan periódicos y revistas tanto históricas - a partir del siglo XVII - como contemporáneas. El Instituto, además, tiene una sección especial en la cual se archivan folletos (políticos), carteles o pancartas y caricaturas.

## Historia
La raíces del  Institut für Zeitungsforschung nacen en 1907 cuando el primer director de la Biblioteca Municipal de Dortmund - Erich Schulz - comienza a coleccionar periódicos y revistas. En el año 1926 la Biblioteca Municipal de Dortmund conjuntamente con el Niederrheinisch-Westfälischen Zeitungsverleger-Verein  (traducción libre: Unión de Editores de Periódicos de (la Región) del  Niederrhein-Westfalen) crean el Westfälisch-Niederrheinisches Institut für Zeitungsforschung. En la actualidad (2006) es un Instituto independiente adjunto a la Biblioteca Municipal o del Ayuntamiento de Dortmund y de la Biblioteca del Estado Federado de Renania del Norte-Westfalia.

## Contenido
La hemeroteca del Instituto cuenta con unos 35.700 volúmenes de revistas de todo tipo, con algo más de 23.000 volúmenes de periódicos (diarios, semanales, mensuales) y unos 109.000 rollos de microfilmes de periódicos, revistas, folletos, etc.
En el Institut für Zeitungsforschung se encuentra, asimismo, una biblioteca especializada con literatura en torno al ente del periodismo; aquí existen para consultas unas 60.600 monografías y una profusa recopilación de revistas - tanto alemanas como extranjeras - especializadas en el área del periodismo.
El Instituto mismo edita una revista especializada: Dortmunder Beiträge zur Zeitungsforschung (traducción libre: Contribuciones de Dortmund a la Investigación del Periódico), además, tiene diferentes puntos centrales de estudio, por ejemplo, la investigación del sistema de prensa durante la Alemania Nazi y la "Literatura en el Exilio".
En general, la utilización y uso de los diferentes servicios del Instituto no son gratis; ellos están sometidos a diferentes tasas.